# Registre national des eaux
Le registre national des eaux est un ensemble informatisée, qui comprend aussi les données sur l'utilisation de l'eau, sur les bassins hydrographiques de la fédération de Russie, mais ne comprend pas les masses d'eau classifiées.
Ces données sont faites par l'Agence fédérale des ressources en eau (Rosvodresoursy), une agence du ministère des ressources naturelles et de l'environnement de la fédération de Russie. Il fut créé par un décret du 28 avril 2007 par Mikhaïl Fradkov.

## Sections du registre
- « Objets aquatiques et ressources en eau », qui comprend les informations sur les :
  - districts hydrographiques (ru) ;
  - bassins versants ;
  - masses d'eau.

- « Utilisation de l'eau », qui comprend les informations sur les :
  - zones de gestion de l'eau (ru) ;
  - zones de protection des eaux (ru), bandes côtières protégées, zones à risque d'inondation ainsi que d'autres zones particulières ;
  - sur l'utilisation des masses d'eau, dont la consommation d'eau et le rejet d'eau, dont les eaux usées dans les masses d'eau ;
  - sur les accords d'utilisation de l'eau (partages), sur les droits et obligations, et sur les résiliation de ces accords ;
  - sur les décisions d'octroi de masses d'eau pour utilisation, ainsi que sur la résiliation de ces octrois ;
  - sur d'autres documents concernant les droits de propriété et les droits d'utilisation.

- « Infrastructure au niveau des masses d'eau », cela comprend des informations :
  - sur les systèmes de gestion de l'eau ;
  - sur les ouvrages hydrauliques et autres situés sur des masses d'eau[2].